# Thomas Klestil
Thomas Klestil, né le 4 novembre 1932 à Vienne et mort le 6 juillet 2004, est un diplomate et homme d'État autrichien.
Haut fonctionnaire dans le corps diplomatique, il est élu président fédéral, avec le soutien du Parti populaire autrichien (ÖVP) en 1992. Il est réélu en 1998, pour un dernier mandat de six ans, et meurt deux jours avant la fin de sa présidence.

## Biographie

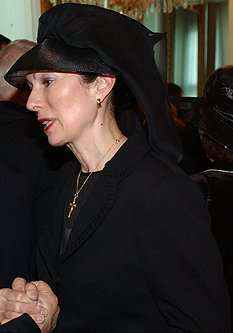
Margot Klestil-Löffler

### Jeunesse et famille
Né dans une famille ouvrière – son père travaillait pour le tramway, Klestil était étudiant à Landstraße où il s’est lié d'amitié avec Joe Zawinul, le célèbre musicien. Il étudie les sciences économiques à Vienne et il obtient son doctorat en 1957.

### Haut fonctionnaire du corps diplomatique
Après être devenu fonctionnaire, il travaille en Autriche et à l’étranger, notamment pour l’Organisation de coopération et de développement économiques (OCDE). Il entame alors une carrière diplomatique, profitant de sa parfaite maîtrise de l'anglais. 
Consul général à Los Angeles, il devient ensuite, de 1978 à 1982 l'ambassadeur d'Autriche à l’Organisation des Nations unies (ONU), puis, entre 1982 et 1987, ambassadeur aux États-Unis où il réussit à nouer d'excellents rapports avec le gouvernement de Ronald Reagan. De 1987 à son élection comme président, il est secrétaire général du ministère fédéral des Affaires étrangères.

### Président de la République
Bien qu'il soit indépendant de tout parti politique, il est investi par le Parti populaire autrichien, de tendance chrétienne-démocrate, pour la présidentielle de 1992, à la surprise générale. Le 26 avril, il arrive deuxième du premier tour, avec 37,2 % des voix, derrière l'ancien ministre social-démocrate des Transports, Rudolf Streicher. Il s'impose cependant lors du second tour, le 24 mai, avec 56,9 % des suffrages.
Il se lance alors dans une présidence « active » comme il l'avait promis pendant la campagne électorale qui s'était déroulé sous le slogan Le pouvoir a besoin d'un contrôle (« Macht braucht Kontrolle »). 

#### Une diplomatie active
Il voyage chez ses homologues étrangers pour faire oublier la triste « affaire Waldheim » (sur le passé du président précédent dans l'armée allemande pendant la Seconde Guerre mondiale). À partir de 1993, il réunit les chefs d'État de toute l'Europe centrale. En novembre 1994, il est le premier président autrichien à visiter officiellement Israël. Lors d'un discours à la Knesset, Thomas Klestil est le premier chef d'État autrichien à reconnaître la pleine responsabilité de son pays, pourtant annexé, dans les atrocités commises pendant la Seconde Guerre mondiale.

#### Conflit sur la politique européenne
En 1994, lors des négociations pour l'adhésion de son pays à l'Union européenne, un premier conflit sérieux avec le gouvernement de Franz Vranitzky éclate : Klestil voudrait lui-même signer le traité d'adhésion à la place du chancelier et être dorénavant le représentant officiel de son pays lors des sommets de l'Union. Ses tentatives de s'arroger des pouvoirs comparables à ceux du président français sont très mal vues par le gouvernement qui réussit à faire céder le président.

#### Annonce de son divorce
La même année survient la séparation de Klestil de son épouse Edith avec qui il a trois enfants adultes. Cette nouvelle est annoncée par le président lui-même dans un tabloïd, après quoi le public apprend que le chef d'État a une maîtresse depuis des années déjà - fait inouï en Autriche, pays marqué par une morale catholique encore intransigeante[réf. nécessaire]. Comme, en outre, pendant la campagne électorale, Klestil avait exalté les valeurs traditionnelles de la famille intacte, cette nouvelle lui fait perdre, et de manière durable, une bonne partie du soutien de son électorat catholique conservateur.

#### Une réélection triomphale
Le 19 avril 1998, il est triomphalement réélu pour un second mandat de six ans, remportant 63,42 % des suffrages exprimés. Il profite de l'absence de candidat du Parti social-démocrate d'Autriche (SPÖ), tandis que l'ÖVP, en conflit avec le chef de l'État, avait mis en place un comité de soutiens réunissant des personnalités de tous les partis.

#### L'entrée de l'extrême-droite au gouvernement
Après sa réélection, l'antagonisme entre Klestil et les conservateurs ne fait que s'amplifier. 
Aux élections législatives du 3 octobre 1999, l'ÖVP est devancé, de cinq cents voix par le Parti autrichien de la liberté (FPÖ), populiste et ultranationaliste, de Jörg Haider, le SPÖ restant le premier parti du pays. Le chef de l'État souhaite le maintien de la grande coalition unissant sociaux-démocrates et démocrates-chrétiens, parce qu'il ne supporte pas l'arrivée au pouvoir de Haider dont il connaît l'image catastrophique à l'étranger et qui, de surcroît, vient d'élogier des anciens membres de la Schutzstaffel (SS).
Malgré l'opposition acharnée du président - et derrière son dos -, Wolfgang Schüssel rompt avec les coutumes constitutionnelles autrichiennes, selon lesquelles seulement un personnage désigné par le chef de l'État forme un gouvernement. Il réussit à faire une alliance avec Haider et présente à Klestil un gouvernement disposant d'une majorité parlementaire.
Comme Klestil se rend compte de ce qu'il plongerait le pays dans une crise politique sans précédent s'il n'acceptait pas ce gouvernement ou s'il se démissionnait, il finit par se résigner aux faits.
En guise d'assurance et en signe de protestation, il biffe deux candidats libéraux de la liste des ministres, qu'il juge indignes d'un tel poste (l'un d'entre eux ayant menacé le chef de l'état de lui « casser la gueule »). En outre, il fait signer à Schüssel et à Haider un préambule au programme gouvernemental selon lequel le gouvernement d'un État démocratique devait s'engager à respecter la démocratie et les droits de l'Homme.
Lors de la cérémonie pendant laquelle le Gouvernement prête serment, Thomas Klestil montre son opposition et son dégoût par un visage glacial. Plusieurs membres du Parti populaire autrichien l'accusent par la suite d'avoir incité les sanctions des autres membres de l'Union européenne contre ce gouvernement. Ce conflit est accompagné d'une bagarre continue, émanant de motifs personnels, du président et de sa nouvelle femme, la diplomate Margot Klestil-Löffler, avec la ministre fédérale des Affaires étrangères, Mme Benita Ferrero-Waldner.

#### Concentration sur la diplomatie
À la suite de ces événements, devant l'avalanche de diffamations de ses anciens amis politiques, et comme son état de santé ne cesse de se détériorer après une grave crise due à une infection pulmonaire, en 1996, Klestil se retire de plus en plus du public pour se concentrer davantage aux visites officielles qui se révèlent fort propices à l'économie autrichienne.

### Mort
Le 5 juillet 2004, trois jours avant de quitter son poste, il est victime d'une crise cardiaque. Il meurt le 6 juillet à 22 heures 33 (heure locale) à l’Allgemeines Krankenhaus (l’hôpital général) de Vienne. 
Lors des funérailles célébrées le 10 juillet, l'affluence sans précédent de chefs d'État (dont Vladimir Poutine, tous les présidents d'Europe centrale ainsi que le gouverneur de Californie, Arnold Schwarzenegger) témoigne, un peu à la surprise du public autrichien, de la réputation de son président vilipendé dans son propre pays.